# 義路市社
义路市社（越南语：／）是越南安沛省下辖的一个市社。面积107.78平方千米，2020年总人口68206人。

## 地理
义路市社东和北接文振县，西和南接站奏县。

## 历史
1962年10月27日，越南民主共和国设立义路省，省莅文振县义路市镇。
1963年，文振县义路市镇划归义路省直辖。
1971年10月8日，以义路市镇和文振县义安社、义福社、义利社3社部分区域析置义路市社。
1975年12月27日，义路省和安沛省、老街省合并为黄连山省，义路市社划归黄连山省管辖。
1978年3月4日，义路市社并入文振县，改设为义路市镇，第四小区、第五小区和第六小区分别并入义安社、义利社和义福社。
1991年8月12日，黄连山省恢复分设为老街省和安沛省；义路市镇随文振县划归安沛省管辖。
1995年5月15日，文振县以义路市镇和义福社、义安社、义利社3社部分区域析置义路市社；义路市社下辖布状坊、新安坊、中心坊、梂施坊4坊。
2003年12月24日，文振县义安社、义利社、义福社3社划归义路市社管辖。
2020年1月10日，文振县扶岩社、山阿社、杏山社、福山社、清凉社、石梁社6社和义路农场市镇划归义路市社管辖，义路农场市镇改制为义路社。

## 行政区划
义路市社下辖4坊10社，市社人民委员会位于新安坊。
- 梂施坊（Phường Cầu Thia）
- 布状坊（Phường Pú Trạng）
- 新安坊（Phường Tân An）
- 中心坊（Phường Trung Tâm）
- 杏山社（Xã Hạnh Sơn）
- 义安社（Xã Nghĩa An）
- 义路社（Xã Nghĩa Lộ）
- 义利社（Xã Nghĩa Lợi）
- 义福社（Xã Nghĩa Phúc）
- 扶岩社（Xã Phù Nham）
- 福山社（Xã Phúc Sơn）
- 山阿社（Xã Sơn A）
- 石梁社（Xã Thạch Lương）
- 清凉社（Xã Thanh Lương）